# 火山灰と航空安全

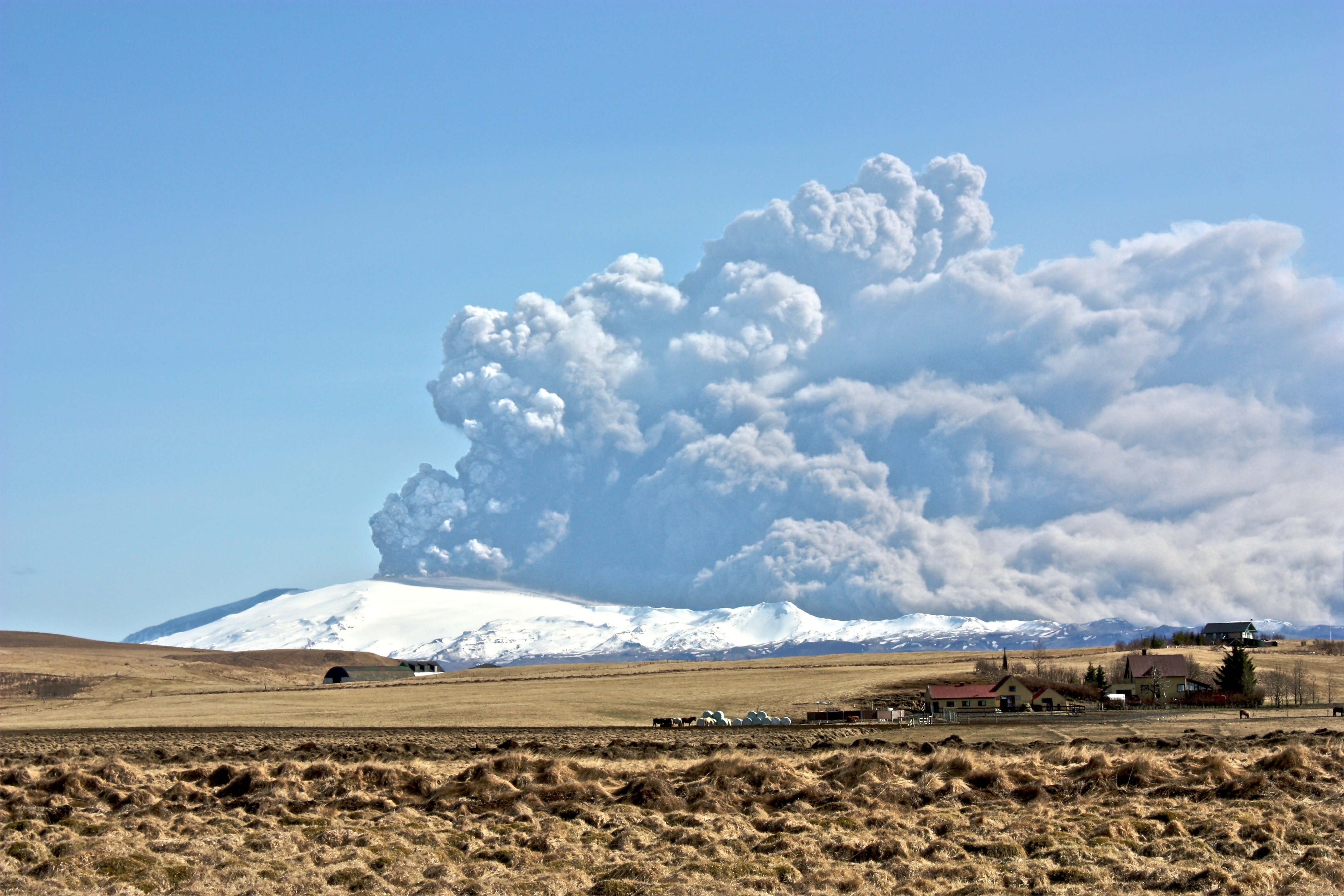
2010年、アイスランドのエイヤフィヤトラヨークトルの噴火によりヨーロッパの航空便は多数の欠航が生じた。（2010年のエイヤフィヤトラヨークトルの噴火による交通麻痺）

火山灰と航空安全（かざんばいとこうくうあんぜん、Volcanic ash and aviation safety）では、航空機の飛行における火山灰の影響について述べる。
火山の噴火によって噴出した火山灰は、航空機の飛行に深刻な影響を及ぼす。火山灰は硬く研磨性がある特性から、プロペラやジェットエンジンを著しく摩耗させるほか、コックピットの窓を傷つけて視界を悪化させる。また、エンジン内部に火山灰が吸い込まれると、エンジンの熱で溶かされ、タービンブレードや燃料ノズルなどに付着して固まってしまう。これによりエンジンの性能を低下させるほか、最悪の場合は意図しないエンジンの停止を引き起こす。

## 火山灰の影響
火山灰は、火山の噴火によって生じた直径2ミリメートル以下の岩石やガラス成分を総称する、テフラと呼ばれる物質からなる。  火山灰は、噴火の勢いと熱せられた空気の対流によって大気中に放出され、粒子が小さいものは長時間大気中に留まり、風によって火山から遠く離れた地域にまで運ばれる。そして、火山灰が航空機が飛行する高度に達すると、エンジンが火山灰を吸い込むことで故障するなど、航空機に重大な問題をもたらすことがある。
火山灰の融点は約 1,100℃ 程度だが、これは現代のジェットエンジンの燃焼温度である約 1,400℃ よりも低い。そのためエンジンに吸い込まれた火山灰は溶けてジェットエンジンに損傷を与える可能性がある。これらは機体に直接的な影響をもたらすものと、メンテナンス上の問題を引き起こすものに分類できる。

## 飛行中の機体への影響

ジェットエンジンのアニメーション図。⑤の燃焼室で溶かされた火山灰が、後方の部品に付着することで性能の低下を引き起こす。

火山灰に含まれるガラス成分は融解温度が、ジェットエンジンの燃焼室内の温度よりも低いため、入り込んだ火山灰は燃焼室で溶融する。燃焼室後方のタービンはエンジンによる熱で溶融しないよう常に冷却されているほか、断熱膨張により温度が低下する。このため燃焼室で溶かされた火山灰は後方部品に凝固し付着する。
これにより、タービンの羽根形状が変化することで燃焼効率の低下を招く。効率低下により燃焼ガスから十分な回転力を得ることができなくなり、最終的にはエンジンの停止（フレームアウト）といった事態を引き起こす。
フレームアウトしたエンジンは急速に温度が低下し、各種部品に付着していたガラス成分にもヒビが入る。脆くなったガラス成分はタービンの遠心力や、流入する空気によって大部分が吹き飛ばされる。
そのため機械的故障が引き起こされない限り、火山灰の影響を受けない領域でのエンジンの再始動は可能である。しかし高高度を飛行中の場合は周囲の温度が低く空気が薄いため再始動が困難になる事がある。
また火山灰は機体表面との摩擦により静電気が発生する。この静電気によりセントエルモの火と呼ばれる放電現象が見られることがある。この静電気は航空機の通信や影響を与えるほか、航法装置に不具合を生じさせ飛行に影響を与える。

## メンテナンス作業の増加

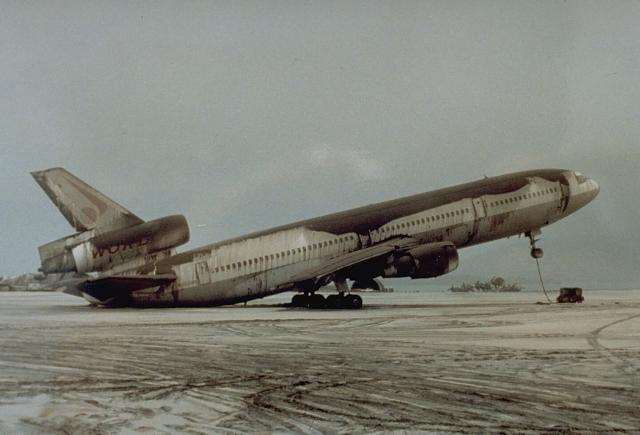
1991年、ピナトゥボ山の噴火による火山灰の影響で、駐機中の120トンあるマクドネル・ダグラス DC-10の重心が変化し、尾部が地面に接地した。

火山灰は強い研磨性と腐食作用により航空機のエンジンに大きな影響を及ぼす。エンジン内部のコンプレッサーやタービンは衝突により研磨され、侵食される。また火山灰が潤滑油に入りこみ性能を低下させることで、エンジン部品の急速な劣化を引き起こす。このため火山灰に遭遇した航空機は以下の処置などが必要となる。
1. 機体内外の徹底的な洗浄
2. ピトー管・静圧孔（気圧センサー）・迎角センサーなどのセンサー類からの火山灰の除去・洗浄・点検
3. 燃料・潤滑油などのフィルターの清掃・交換。
4. 潤滑油などの抜き取り交換
5. エンジン補機類への影響の確認・清掃
6. エンジンの試運転

## 火山灰観測網

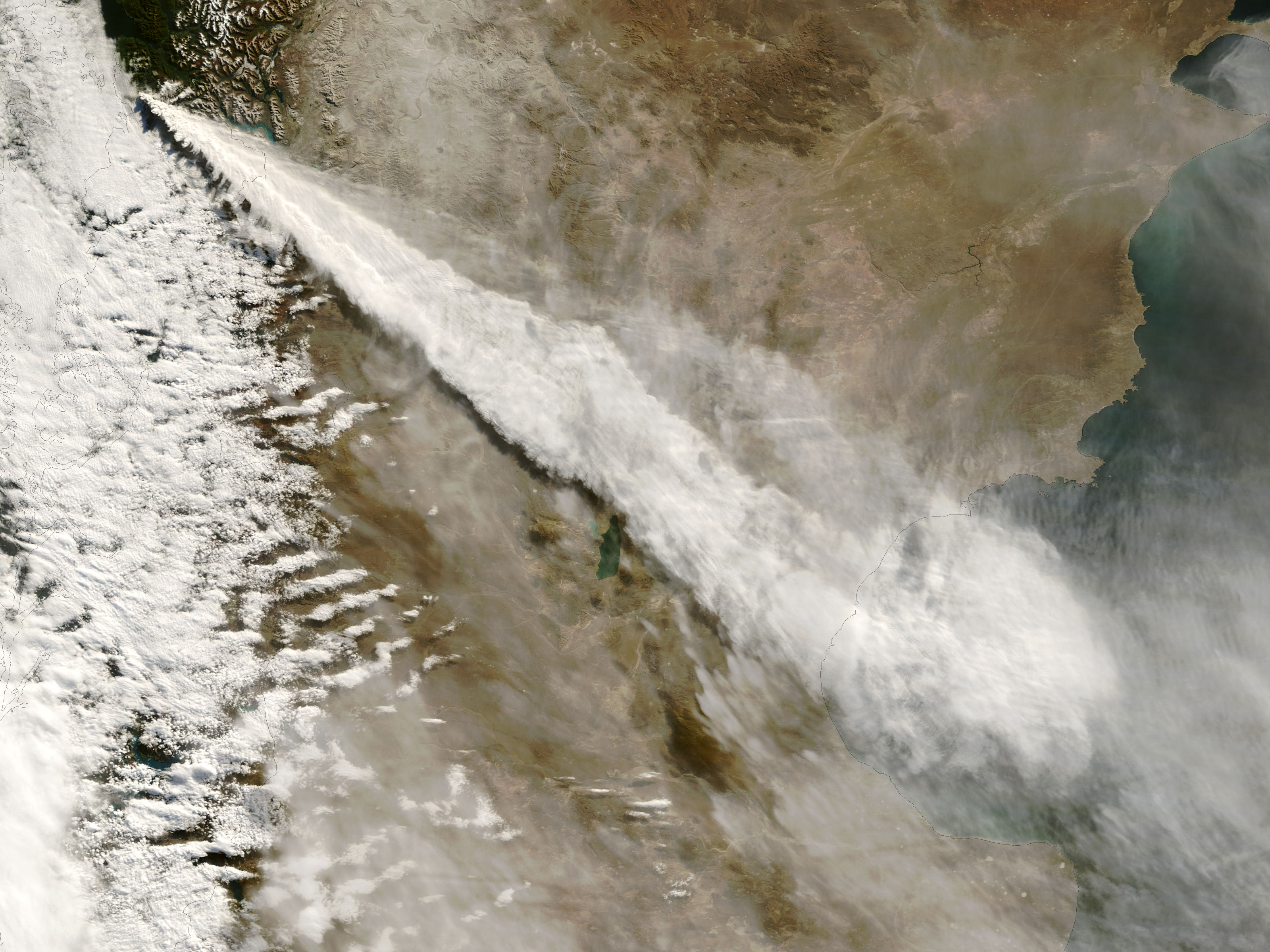
2008年、チャイテン山の噴火による火山灰の雲。南アメリカ大陸を縦断し、太平洋から大西洋まで雲が広がっている。

1980年代、国際民間航空機関は世界気象機関、国際測地学・地球物理学連合の協力の元、国際航空火山監視計画（IAVW: International Airways Volcano Watch）を推進した。
1990年代、この計画の元で各国の気象監視機関が火山灰に関する情報を、空域悪天候情報（SIGMET）として発表されることとなった。そして火山灰に関する空域悪天候情報の情報を補完するために、世界各地に航空路火山灰情報センター（VAAC: Volcanic Ash Advisory Center）を設立した。世界では9箇所に航空路火山灰情報センターが設置されており、日本では気象庁に東京VAAC が設置されている。
2010年のエイヤフィヤトラヨークトルの噴火による交通麻痺では、航空機メーカーはジェットエンジンが損傷を受けず、飛行可能な火山灰の許容量を定める必要に迫られた。この噴火以前、航空機のエンジンメーカーは、火山灰の粒子がエンジンに与える影響についての十分なデータを持っていなかった。火山灰がわずかでも存在する空域は安全でないとみなし、その空域を閉鎖する措置を取ったため、大きな混乱につながった。
2010年4月、CAA（イギリス民間航空局）はエンジンメーカーと共同で、灰濃度の安全上限値を1立方メートルあたり2ミリグラムに設定したが、直後の5月に CAA は安全上限値を1立方メートルあたり4ミリグラムに上方修正した。

## 火山灰による航空機事故

### ブリティッシュ・エアウェイズ9便エンジン故障事故
1982年6月24日、ブリティッシュ・エアウェイズ9便（ボーイング747-200型機）は、経由地のクアラルンプールからオーストラリア・パースへの飛行中、ガルングン山の火山灰雲の中を飛行したことで、4基のエンジンすべてが停止した。高度が下がり、噴煙の影響を受けない空域に達したことで、再始動に成功し、ハリム・ペルダナクスマ国際空港への緊急着陸に成功した。

### KLMオランダ航空867便エンジン停止事故
1989年12月15日、アムステルダム発アンカレジ経由、東京行きのKLMオランダ航空867便（ボーイング747-400型機）は、アンカレッジへの降下中、高度7,300メートル（24,000フィート）で、リダウト山からの火山灰雲に遭遇し、4基のエンジンすべてが停止した。4,000 メートル（13,000フィート）で左の2基のエンジンが再始動し、3,400 メートル（11,000フィート）で残りの2基のエンジンが再始動し、テッド・スティーブンス・アンカレッジ国際空港への緊急着陸に成功した。

### 1991年普賢岳噴火による自衛隊V-107ヘリコプター不時着
1991年6月6日、長崎県普賢岳で6月3日に発生した大火砕流の取材のため報道関係者をのせて飛び立った、陸上自衛隊のV-107ヘリコプターが火山灰によるエンジントラブルによりタバコ畑に緊急着陸した。

## 参考資料
- “USGS: Understanding volcanic hazards can save lives”. volcanoes.usgs.gov. 2022年1月13日時点のオリジナルよりアーカイブ。2024年11月23日閲覧。

- “Volcanic Ash - SKYbrary Aviation Safety”. www.skybrary.aero. 2024年8月2日時点のオリジナルよりアーカイブ。2024年11月23日閲覧。

- “USGS: Volcano Hazards Program”. volcanoes.usgs.gov. 2020年8月21日時点のオリジナルよりアーカイブ。2024年11月23日閲覧。

- Marks (2010年4月21日). “Engine strip-downs establish safe volcanic ash levels”.   New Scientist. 2024年11月23日閲覧。

- “UK ash cloud restrictions lifted”. BBC News. (2010年5月17日)

- 吉谷純一、安田成夫、Jónas Elíasson、味喜大介、井口正人「火山噴火航空機事故防止の取組と大気火山灰濃度の航空機観測研究」『エアロゾル研究』第30巻第3号、2015年、161–167頁、doi:10.11203/jar.30.161、2024年11月23日閲覧。

- 安田成夫、梶谷義雄、多々納裕、小野寺三朗「アイスランドにおける火山噴火と航空関連の大混乱」『京都大学防災研究所年報』第54号、2011年10月20日、59–65頁、ISSN 0386-412X、2024年11月23日閲覧。

- 渡辺正人『火山の噴火が航空輸送に及ぼすリスク』東京海上日動リスクコンサルティング株式会社、2011年。2024年11月23日閲覧。

- 『サーキュラー TCL-1093-80 火山灰が与える耐空性への影響と航空機の整備について』国土交通省航空局安全部航空機安全課、平成23年（2011年）6月30日。2024年11月23日閲覧。

- 白石正明「日本の火山ハザードマップ集 第2版」『防災科学技術研究所研究資料』第380号、2013年7月、17-19頁、doi:10.24732/nied.00001994、2024年11月23日閲覧。

- 「普賢岳、レンズが捉えた「平成の大噴火」：朝日新聞デジタル」『朝日新聞デジタル』2021年6月3日。2024年11月23日閲覧。